# Monte Wedel-Jarlsberg
Il Monte Wedel-Jarlsberg (in lingua inglese: Mount Wedel-Jarlsberg) è una montagna antartica coperta di ghiaccio, alta 3.505 m, situata tra il Ghiacciaio Cooper e il Ghiacciaio Bowman, 3,7 km a sudovest del Monte Ruth Gade, nel Quarles Range, catena montuosa che fa parte dei Monti della Regina Maud, in Antartide.
Fu avvistato per la prima volta nel 1911 dalla spedizione antartica guidata dall'esploratore polare norvegese Roald Amundsen.
La denominazione fu assegnata dallo stesso Amundsen, in onore di Alice Thekla Louise Wedel-Jarlsberg (nata von Wagner, 1861–1913), prima moglie del diplomatico norvegese Fritz Wedel Jarlsberg (1855-1942).